# Alfabetul Internațional pentru Transliterarea Sanscritei
Alfabetul Internațional pentru Transliterarea Sanscritei (A.I.T.S. sau I.A.S.T., International Alphabet of Sanskrit Transliteration) este o metodă de transliterare care permite romanizarea fără pierdere de informație a sistemelor de scriere indice cum este cel folosit de limba sanscrită. Este folosit de asemenea pentru romanizarea limbilor pāḷi, prākṛta și apabhraṁśa.

## Folosire
AITS este folosit în special pentru cărțile care tratează subiecte din limbile sanscrită și pāḷi legate de religiile indiene. Sistemul de scriere este, totuși, insuficient pentru reprezentarea ambelor limbi, sanscrită și pāḷi, în mod adecvat pe aceeași pagină deoarece litera „ḷ” („l” cu punct dedesubt), o vocală în sanscrită (/l/ vocalic), este consoana retroflexă în pāḷi ([ɭ]). Aici este de preferat optarea pentru Unicode și ISO 15919, care este în orice caz o metodă mai cuprinzătoare.
AITS este bazat pe un standard stabilit de Congresul Internațional al Orientaliștilor la Geneva în 1894. Permite transliterarea fidelă a sistemului de scriere Devanāgarī (și alte sisteme indice, precum scrierea śāradā); și, astfel, reprezintă nu doar fonemele sanscritei, ci permite practic transcrierea fonetică, de exemplu, visarga ḥ este un alofon al sunetelor r și s la sfârșit de cuvânt.
Romanizarea Librăriei Naționale din Kolkata, destinată romanizării tuturor sistemelor de scriere indiene, este o extensie a AITS.

## Inventar și convenții
Literele AITS sunt listate cu echivalentul lor devanāgarī și valorile fonetice în AFI, valabile pentru sanscrită, hindi și alte limbi moderne care folosesc scrierea devanagari. Au apărut anumite schimbări fonologice.
| Devanāgarī | Transcriere | Transcriere | Categorie                      |
| ---------- | ----------- | ----------- | ------------------------------ |
| अ          | a           | A           | monoftongi și lichide silabice |
| आ          | ā           | Ā           | monoftongi și lichide silabice |
| इ          | i           | I           | monoftongi și lichide silabice |
| ई          | ī           | Ī           | monoftongi și lichide silabice |
| उ          | u           | U           | monoftongi și lichide silabice |
| ऊ          | ū           | Ū           | monoftongi și lichide silabice |
| ऋ          | ṛ           | Ṛ           | monoftongi și lichide silabice |
| ॠ          | ṝ           | Ṝ           | monoftongi și lichide silabice |
| ऌ          | ḷ           | Ḷ           | monoftongi și lichide silabice |
| ॡ          | ḹ           | Ḹ           | monoftongi și lichide silabice |
| ए          | e           | E           | diftongi                       |
| ऐ          | ai          | Ai          | diftongi                       |
| ओ          | o           | O           | diftongi                       |
| औ          | au          | Au          | diftongi                       |
| अं          | ṃ           | Ṃ           | anusvara                       |
| अः          | ḥ           | Ḥ           | visarga                        |
| अऽ         | '           |             | avagraha                       |

| velare  | palatale | retroflexe | dentale | labiale |                          |
| क k K   | च c C    | ट ṭ Ṭ      | त t T   | प p P   | oclusive tenuis          |
| ख kh Kh | छ ch Ch  | ठ ṭh Ṭh    | थ th Th | फ ph Ph | oclusive aspirate        |
| ग g G   | ज j J    | ड ḍ Ḍ      | द d D   | ब b B   | oclusive sonore          |
| घ gh Gh | झ jh Jh  | ढ ḍh Ḍh    | ध dh Dh | भ bh Bh | oclusive sonore aspirate |
| ङ ṅ Ṅ   | ञ ñ Ñ    | ण ṇ Ṇ      | न n N   | म m M   | oclusive nazale          |
| ह h H   | य y Y    | र r R      | ल l L   | व v V   | sonante                  |
|         | श ś Ś    | ष ṣ Ṣ      | स s S   |         | sibilante (șuierătoare)  |

Literele evidențiate sunt acelea modificate cu diacritice, ex., vocalele lungi sunt marcate cu o bară deasupra, consoanele vocalice (silabice) și retroflexe au un punct dedesubt. 
Spre deosebire de romanizările ASCII precum ITRANS sau Harvard-Kyoto, diacriticele folosite pentru AITS permit capitalizarea numelor proprii. Variantele majuscule ale literelor care nu apar niciodată la început de cuvânt (Ṇ Ṅ Ñ Ṝ) sunt utile numai în contextele Pāṇini, unde convenția este să se redacteze sunetele IT ca litere majuscule.

## Comparație cu ISO 15919
În mare parte, AITS este un subset al ISO 15919. Următoarele cinci excepții se datorează includerii unui grup extins de simboluri în standardul ISO, pentru permiterea transliterării scrierii Devanāgarī și altor scrieri indice folosite pentru limbi altele decât sanscrita.
| Devanāgarī | AITS | ISO 15919 | Comentariu                        |
| ---------- | ---- | --------- | --------------------------------- |
| ए/ े        | e    | ē         | ISO e reprezintă ऎ/ ॆ.             |
| ओ/ो         | o    | ō         | ISO o reprezintă ऒ/ॊ.              |
| ं           | ṃ    | ṁ         | ISO ṃ reprezintă Gurmukhi tippi ੰ. |
| ऋ/ ृ        | ṛ    | r̥         | ISO ṛ reprezintă ड़ /ɽ/.           |
| ॠ/ ॄ        | ṝ    | r̥̄         | pentru consecvență cu r̥.          |